# Берёзка (телесериал)
«Берёзка» — российский мелодраматический телесериал 2018 года режиссёра Александра Баранова, основанный на реальной истории Государственного академического хореографического ансамбля «Берёзка» имени Надежды Надеждиной.
Премьера в России состоялась 9 апреля 2018 года на телеканале «Россия-1».
Съёмки проходили в Москве и Подмосковье.

## Сюжет
Середина 1980-х годов. Москва. На протяжении 70 лет ансамбль «Берёзка» завораживает зрителей «плывущим» шагом, создающим впечатление, будто девушки стоят на месте, а сцена под ними вращается. Талантливым танцовщицам — провинциалке Варе, красавице из Таллина Эдите и москвичке Лене — предстоит пройти непростой путь к большой сцене.

## В ролях
- Любовь Константинова — Варвара Горшкова, солистка ансамбля «Берёзка» (прототип — Мира Кольцова)
- Лидия Вележева — Надежда Петровна Светлова, народная артистка СССР, художественный руководитель и главный балетмейстер ансамбля «Берёзка» (прототип — Надежда Надеждина)
- Пётр Рыков — Алексей Покровский, сын Надежды Светловой, солист ансамбля «Берёзка», муж Варвары Горшковой
- Надежда Маркина — Нина Светлова, сестра Надежды Светловой
- Алексей Серебряков — Анатолий Борисович Кожевников, куратор ансамбля от КГБ, друг Надежды Светловой
- Дмитрий Корявов — Давид Элин, отец Алексея Покровского
- Дмитрий Щербина — Борис Максимович Евсеев (прототип — Игорь Моисеев)
- Евгения Каверау — Марина, дочь Бориса Евсеева
- Евгений Сидихин — Михаил Сергеевич Горшков, отец Варвары и Александры Горшковых
- Юлия Мельникова — Александра Горшкова, сестра Варвары Горшковой, дочь Михаила Горшкова
- Марк Юсеф — Серёжа, сын Варвары Горшковой
- Роман Ладнев — Константин Павлович Макеев, хирург-ортопед, врач Варвары Горшковой
- Ольга Бобкова — Елена Фомичёва, артистка ансамбля «Берёзка»
- Мария Порошина — Маргарита Павловна Фомичёва, мать Елены
- Дмитрий Готсдинер — Пётр Ильич Фомичёв, отец Елены
- Михаил Пшеничный — Владимир Рыбников, водитель Надежды Светловой, муж Елены Фомичёвой
- Анастасия Стежко — Екатерина Казакова, прима ансамбля «Берёзка»
- Алёна Коломина — Эдита Тамм, артистка ансамбля «Берёзка»
- Анар Халилов — Риналь, артист ансамбля «Берёзка», друг Алексея Покровского
- Сергей Уусталу — Ян Кукк, хореограф, брейк-дансер
- Сергей Кузьменко — помощник Яна Кукка, танцор брейк-данса
- Александр Асташёнок — Валентин Ларин, певец
- Нина Усатова — Лариса Алексеевна, костюмер ансамбля «Берёзка»
- Александр Бобров — Никита, врач
- Михаил Ефремов — Геннадий Иванович Маньков, директор ансамбля «Берёзка»
- Сергей Шакуров — Александр Николаевич Яковлев, заведующий отделом пропаганды и агитации ЦК КПСС
- Марк Богатырёв — Юрий Андреевич Миронов, чиновник Минкульта
- Александр Никитин — Аркадий Захаров, полковник КГБ

## Критика
Андрей Архангельский писал: «Добрая половина „Берёзки“ состоит из бесконечных любовей, расставаний и измен, которыми начиняют, словно фаршем, любой российский сериал сегодня. Невозможно рассказать об ансамбле и о его людях, не рассказав о самом времени. Это всё равно, что рассказать о Робеспьере, не упомянув ни разу о французской революции».
Николай Ирин из газеты «Культура» писал: «Первая и, вероятно, главная задача сериала — музеефикация значимого культурного наследия. Вторая — пропаганда этого наследия в комплекте с „традиционной культурой“ как таковой. В этом смысле сериал вполне удался: следя за мелодраматическими перипетиями, зрители либо освежают в памяти страницы славного прошлого, либо полноценно знакомятся с „Берёзкой“ и мастерами народного танца. Посетовать можно разве что на некоторую бедноватость фактуры: всё время ощущаешь скудость средств, как выразительных, так и материальных. Впечатление, что киношники сами не вполне увлечены танцевальным материалом, отчего делают упор на любовные приключения и подковёрные игры советских чиновников от искусства». Тамара Пуртова так отозвалась о сериале: «Сама идея создания фильма о прославленном танцевальном ансамбле — великолепна. Хорошо, что нет прямых аналогий с выдающимися историческими личностями: создателем ансамбля Надеждой Сергеевной Надеждиной и её помощниками, соратниками-современниками и последователями. Да и имена у экранных героев иные. Искусство здесь — сфера действия и одновременно колоритный фон для драматических коллизий, которые переживают персонажи, наследующие реальным прототипам».
Виктор Кожемяко в газете «Правда» резко раскритиковал сериал, отметив, что «показали полностью сочинённую мелодраму, где не стоит искать даже малейшего сходства с выдающимся ансамблем и его основательницей».
В той серии, где показывают США, а именно статую Свободы, на дальнем фоне нет «Башен близнецов», а присутствует современный торговый центр — небоскрёб.

## Награды и номинации
| Год  | Награда        | Категория                                      | Номинанты         | Результат |
| ---- | -------------- | ---------------------------------------------- | ----------------- | --------- |
| 2019 | «Золотой орёл» | «Лучший телевизионный сериал (более 10 серий)» | Александр Баранов | Номинация |
| 2019 | «Золотой орёл» | «Лучшая женская роль на телевидении»           | Лидия Вележева    | Номинация |